# Rumänische Badmintonmeisterschaft 2024/25
Die Rumänische Badmintonmeisterschaft der Saison 2024/25 fand vom 8. bis zum 10. November 2024 in Timișoara statt.

## Medaillengewinner
| Disziplin    | Gold                                                | Silber                                                  | Bronze                                |
| ------------ | --------------------------------------------------- | ------------------------------------------------------- | ------------------------------------- |
| Herreneinzel | Collins-Valentine Filimon                           | Calin-Tudor Turcu                                       | Petre Comaneanu                       |
| Herreneinzel | Collins-Valentine Filimon                           | Calin-Tudor Turcu                                       | Luca-Stefan Pandele                   |
| Dameneinzel  | Denisa-Maria Muscalu                                | Andra-Gabriela Stoica                                   | Laura-Mihaela Constantin              |
| Dameneinzel  | Denisa-Maria Muscalu                                | Andra-Gabriela Stoica                                   | Maria-Alexandra Dutu                  |
| Herrendoppel | Collins-Valentine Filimon Luca-Stefan Pandele       | Robert Ciobotaru Daniel-Nicolae Cojocaru                | Matei Droanca Cosmin Hincu            |
| Herrendoppel | Collins-Valentine Filimon Luca-Stefan Pandele       | Robert Ciobotaru Daniel-Nicolae Cojocaru                | Vitalie Izbas Vladimir Leadavschi     |
| Damendoppel  | Laura-Mihaela Constantin Andra-Gabriela Stoica      | Florentina-Cristina Constantinescu Maria-Alexandra Dutu | Loredana-Elena Lungu Maria-Luiza Milu |
| Damendoppel  | Laura-Mihaela Constantin Andra-Gabriela Stoica      | Florentina-Cristina Constantinescu Maria-Alexandra Dutu | Denisa-Maria Muscalu Anamaria Serban  |
| Mixed        | Robert Ciobotaru Florentina-Cristina Constantinescu | Daniel Popescu Loredana-Elena Lungu                     | Robert-Mihnea Craciun Vlada Ginga     |
| Mixed        | Robert Ciobotaru Florentina-Cristina Constantinescu | Daniel Popescu Loredana-Elena Lungu                     | Vladimir Leadavschi Maria-Luiza Milu  |